# Wilhelm Henkel (Zahnmediziner)
Wilhelm Henkel (* 14. Juni 1909 in Odenhausen; † 28. Mai 1947 in Landsberg) war ein deutscher SS-Hauptsturmführer und als leitender KZ-Zahnarzt im  Konzentrationslager Mauthausen eingesetzt.

## Biografie
Henkel, promovierter Zahnarzt, trat zum 1. Mai 1937 der NSDAP bei (Mitgliedsnummer 5.629.195) und war Mitglied der SS (SS-Nummer 244.628). Er gehörte seit dem 15. Mai 1942 der Waffen-SS an, wurde 1943 zum SS-Hauptsturmführer befördert und war zwischen dem 1. Juli 1941 und dem 6. Juli 1943 leitender KZ-Zahnarzt im Konzentrationslager Mauthausen. Henkel gehörte dem SS-Totenkopfverband und der SS-Division Nordland an.

## Dachauer Prozess
Nach Kriegsende wurde er vor einem amerikanischen Militärgericht im Mauthausen-Hauptprozess, Teil der Dachauer Prozesse, angeklagt: Ein Zeuge sagte aus, im Jahre 1942 von ihm mit einem Stock misshandelt worden zu sein. Der gleiche Zeuge sagte aus, dass er im Februar oder März 1942 beobachtet habe, wie Henkel blutverschmiert aus dem Raum für Herzinjektionen gekommen sei. Andere Häftlinge, die im Raum eingesetzt wurden, berichteten, Henkel habe selber Herzinjektionen durchgeführt. Ein weiterer Zeuge sagte aus, er habe von einem tschechischen Häftling erfahren, dass dieser von Henkel so schwer geschlagen worden sei, dass er sechs Monate gebraucht habe, um zu genesen. Sein Trommelfell sei dabei gerissen. Nach einer weiteren Zeugenaussage wurde Henkel dabei beobachtet, wie er vergasten Häftlingen das Zahngold herausriss und dieses einmal monatlich nach Berlin schickte.
Henkel gab zu, auf Befehl Zahngold entnommen und nach Berlin geschickt zu haben. Die Aussage, einen Häftling geschlagen zu haben, bestätigte er, wies jedoch darauf hin, dass dieser ungehorsam gewesen sei. Die Zeugenaussagen bestritt Henkel. Er behauptete, ihm würde es niemals passieren, bei einer Herzinjektion mit Blut beschmiert zu werden.
Aufgrund der Beweislast befand das Gericht Henkel für schuldig und verurteilte ihn zum Tode durch den Strang. In der Urteilsbegründung hieß es, die Einrichtung und der Betrieb des KZ Mauthausens sei eine verbrecherische Tat gewesen. Jedem dort Tätigen sei es möglich gewesen, diesen verbrecherischen Charakter zu erkennen. Dem KZ-Personal seien insbesondere die zahlreichen Arten des Mordens durch Erschießen, Vergasen, Hängen, vorsätzlichen Hungertod und weitere Tötungsarten bekannt gewesen. Henkel wurde am 28. Mai 1947 im Kriegsverbrechergefängnis Landsberg gehängt.